# Yulenia corporaali
Yulenia corporaali es una especie de insecto coleóptero de la familia Chrysomelidae.

## Distribución geográfica
Habita en Buru (Indonesia).